# Небесна сотня

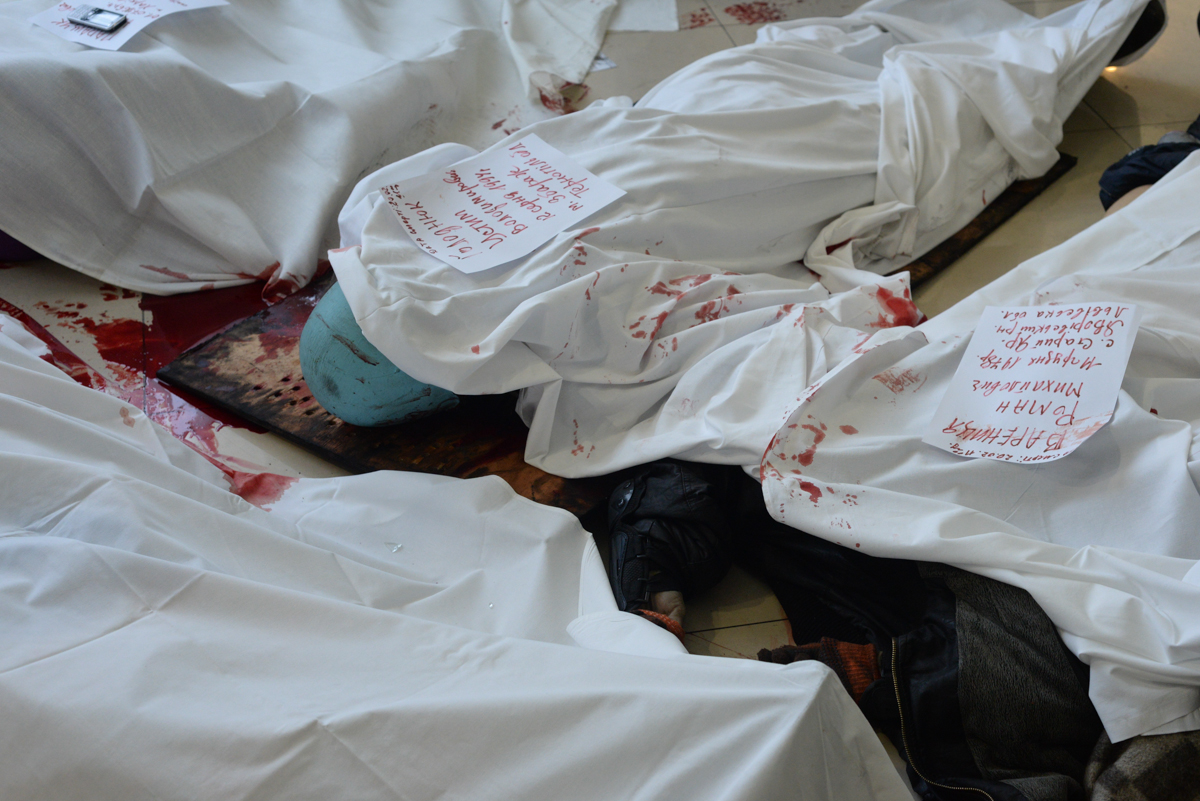
Тіла загиблих Паращука, Голоднюка і Варениці у готелі «Україна», 20 лютого

«Небе́сна со́тня» — прийнята в Україні збірна назва загиблих протестувальників, які мали безпосередній стосунок до ідеї та акції Євромайдану (Революції гідності) у грудні 2013 — лютому 2014 року.
21 лютого 2014 року офіційна влада України юридично визнала жертвами загиблих мітингувальників Майдану. Цього дня на Майдані Незалежності в Києві відбулося прощання із загиблими повстанцями, яких у жалобних промовах назвали «Небесною сотнею». Під час прощання з загиблими лунала жалобна пісня «Пливе кача…» в обробці Піккардійської Терції. Список на виплату одноразової грошової допомоги родинам загиблих у розмірі 121 800 грн налічував 98 осіб.

## Список жертв до 18 лютого
| № | Прізвище, ім'я, по батькові                                                                             | Про особу | Дата смерті      | Обставини смерті |
| - | --- | --- | ---------------- | --- |
| 1 | Мазуренко Павло Анатолійович Герой України (посмертно)                                                  | Народився 02.12.1971 на Житомирщині, згодом сім'я переїхала до Сакського району Криму. 1989—1995 років навчання на Радіотехнічному факультеті КПІ. Працював у Києві інженером-програмістом, одружений, сину 9 років. Відвідував мітинг на Євромайдані. | 22 грудня 2013   | Був дуже жорстоко побитий невідомими (з його слів 5 чоловік в амуніції «Беркута») за обвинуваченнями в участі на мітингу Євромайдану. Відбулось це 18 грудня біля торговельного центру «Квадрат», що на вулиці Гната Юри, приблизно о 18:00 вечора. 20 грудня відмовився від госпіталізації швидкою допомогою. Помер 22 грудня в реанімації Київської міської клінічної лікарні № 12 від двосторонньої пневмонії за висновком судовомедичної експертизи. Похований на цвинтарі у Вишневому Київської області.          |
| 2 | Вербицький Юрій Тарасович Герой України (посмертно)                                                     | Народився у Львові. Працював у відділі сейсмічності Карпатського відділення Інституту геофізики НАН України у Львові. Захоплювався альпінізмом, програмуванням, вів здоровий спосіб життя. Мав старшого брата Сергія, доньку Ульяну та собаку Альпа. Ночами чергував на барикадах Майдану.                                                                                | 21/22 січня 2014 | Викрадений невідомими з Олександрівської лікарні разом з активістом Ігорем Луценком вранці 21 січня 2014 року. Його тіло було знайдено 22 січня в околицях села Гнідин Бориспільського району Київської області зі слідами тортур. За відеосвідченням друга Юрія Вербицького Романа, при пізнанні було очевидно, що ноги перебиті, — виднілися кістки, вся спина була синя, обличчя розбите, ребра випирали з правого боку зі шкіри, бо певне були поламані. Офіційною причиною смерті лікарі визнали переохолодження. |
| 3 | Жизневський Михайло Михайлович Герой України (посмертно) Лицар Ордена Героїв Небесної Сотні (посмертно) | Білорус, громадянин Білорусі, виїхав із Білорусі через політичні проблеми. В Україні був бійцем націоналістичної організації «УНА-УНСО». Останнім часом жив і працював у Києві та в Білій Церкві. Був задіяний в охороні Євромайдану. | 22 січня 2014    | Загинув під час штурму на вулиці Грушевського. Отримав наскрізне поранення в серце мисливською кулею. |
| 4 | Нігоян Сергій Гагікович Герой України (посмертно)                                                       | Вірменин, громадянин України, народився і жив у селі Березнуватівка Дніпропетровської області. Його родина переїхала до України, рятуючись від війни у Нагорному Карабасі. Займався легкою атлетикою та східними єдиноборствами, два курси провчився в Дніпродзержинському коледжі фізичного виховання. На Євромайдан приїхав 8 грудня 2013 року, був задіяний в охороні. | 22 січня 2014    | Загинув під час штурму на вулиці Грушевського. Отримав три вогнепальних поранення картеччю на основі сплаву свинцю — в голову, шию та груди. |
| 5 | Сеник Роман Федорович Герой України (посмертно)                                                         | Народився 26 липня 1968 року у селі Наконечне Друге Яворівського району Львівської області, останні роки мешкав у місті Турка. Похований у Наконечному Другому. | 25 січня 2014    | Помер у київській лікарні. Під час штурму 22 січня 2014 на вулиці Грушевського він отримав важке вогнепальне поранення в плече. Куля застрягла в легені, руку з роздробленою кісткою довелося ампутувати, організм втратив більше 3,5 літра крові. |
| 6 | Хомяк Віктор Борисович Герой України (посмертно)                                                        | 1958 р.н., с. Голишів Волинської області | 27 січня 2014    | Активний учасник Євромайдану, зранку 27 січня був знайдений повішеним на каркасі ялинки на Майдані Незалежності. Проте рідні, близькі та друзі Віктора переконані, що він не самогубця. |
| 7 | Бадера Олександр Миколайович Герой України (посмертно)                                                  | 1 січня 1948, м. Володимир-Волинський. Активний учасник Євромайдану. | 28 січня 2014    | Помер від побиття, отриманого 22 січня 2014 року у день Соборності на вулиці Грушевського. В останню дорогу його проводжали 31 січня 2014 року рідні та друзі. |
| 8 | Калиняк Богдан Михайлович Герой України (посмертно)                                                     | 52 роки, родом із Коломиї, Івано-Франківської області. | 28 січня 2014    | Помер у госпіталі в Івано-Франківську. Міський голова Коломиї Ігор Слюзар розповів, що Калиняк 2 місяці з маленькими перервами по чотири дні стояв на Майдані і, маючи рідну сестру в Києві, не ходив до неї, щоб відігріватися. |
| 9 | Синенко Сергій Петрович Герой України (посмертно)                                                       | Активіст Автомайдану Запоріжжя. Батько чотирьох дітей. | 13 лютого 2014   | Автомобіль «Тойота» разом із власником всередині згорів на дорозі між селами Червоний Яр та Івангород у Запорізькому районі. За попередньою інформацією, займання сталось через те, що невідомий вистрелив у бензобак автомобіля, від чого той спалахнув.. Труп було упізнано за аналізом ДНК. У відеозверненні відповідальність за вбивство взяли на себе т. зв. «Привиди Севастополя». На похорони прийшло близько 100 осіб.                                                                                         |

## 18-21 лютого

### 18 лютого
| №  | Прізвище, ім'я, по батькові                                                  | Про особу | Дата смерті    | Обставини смерті |
| -- | ---------------------------------------------------------------------------- | --- | -------------- | --- |
| 1  | Бондарєв Сергій Анатолійович Герой України (посмертно)                       | 24 листопада 1981, Донецька область, місто Краматорськ. Програміст GlobalLogic, останні роки працював та жив у Києві                                                                                      | 18 лютого 2014 | Загинув від чотирьох кульових поранень під час першого штурму біля Будинку профспілок. 20.02 упізнаний родичами у морзі. |
| 2  | Брезденюк Валерій Олександрович Герой України (посмертно)                    | 17 червня 1963, український художник, відомий своїми малюнками на воді, Жмеринка | 18 лютого 2014 | Загинув вночі під час мітингу у Києві на Майдані. Був вбитий пострілом у спину. Станом на 20 годину чоловік був ще живий. Сказав родичам, що з ним все гаразд. На другий дзвінок сина Валерій вже не відповів. Близько першої години ночі слухавку взяли сторонні люди та повідомили, що його вже немає серед живих. |
| 3  | Васільцов Віталій Валерійович Герой України (посмертно)                      | 16 листопада 1977, с. Гаврилівці, Кам'янець-Подільського району Хмельницької області, проживав у с. Жорнівка Києво-Святошинського району Київської області, мав двох дітей, доньок 7-ми та 1-річного віку | 18 лютого 2014 | Застрелений на вул. Великій Житомирській. Знаходився в Олександрівській (Жовтнева) лікарні (вул. Шовковична) |
| 4  | Веремій В'ячеслав Васильович Герой України (посмертно)                       | 22 лютого 1980. Журналіст газети «Вести» | 18 лютого 2014 | Побитий «тітушками» та при цьому отримав кульове поранення в груди. Смерть настала через втрату крові та отримання поранень, не сумісних з життям. |
| 5  | Горошишин Максим Максимович Герой України (посмертно)                        | 14 квітня 1989, с. Басань, Пологівський район, Запорізька область, проживав с. Грушківка Кам'янського району на Черкащині. Похований у рідному селі.                                                      | 18 лютого 2014 | Загинув 18 лютого під час сутичок на Інститутській вулиці поблизу урядового кварталу. Отруївся газом від гранати. Помер у лікарні. |
| 6  | Дворянець Антоніна Григорівна Герой України (посмертно)                      | 23 березня 1952, Бровари. | 18 лютого 2014 | Тіло виявили на барикаді, розташованій на вулиці Інститутській, біля верхнього входу в метро «Хрещатик». У неї знайшли посвідчення ліквідатора чорнобильської катастрофи на ім'я Дворянець Антоніна за № 073155. Загинула від забиття кийками спецпризначенцями міліції. |
| 7  | Дідич Сергій Васильович Герой України (посмертно)                            | 3 листопада 1969, с. Стрільче. Депутат Городенківської районної ради Івано-Франківської області від ВО «Свобода».                                                                                         | 18 лютого 2014 | 18 лютого 2014 року разом зі своєю сотнею стримував атаку «Беркута» у Кріпосному провулку. За словами побратимів, коли його сотня відходила, Дідич йшов останнім. Сергія схопили та били «беркутівці». Дідич бився із «беркутівцями» на проїжджій частині, а в цей час по ній на великій швидкості рухалася вантажівка ГАЗ-3309, за кермом якої був інший майданівець — Леонід Бібік, який намагався на машині вирватися з оточення. Один з беркутівців, Андрій Єфімін, сильно вдарив Сергія Дідика по голові, і за мить вантажівка збила Сергія. Після зіткнення з вантажівкою, Сергій не вижив. |
| 8  | Зайко Яків Якович Герой України (посмертно)                                  | 4 квітня 1940, Житомир, білорус, громадянин України, народний депутат України I скликання | 18 лютого 2014 | Помер від інфаркту, втікаючи від «Беркуту» на вул. Інститутській. |
| 9  | Капінос Олександр Анатолійович Герой України (посмертно)                     | 10 березня 1984, село Дунаїв, Кременецький район, Тернопільська область, активіст ВО «Свобода» | 18 лютого 2014 | У 2012 році витримав 12 днів без їжі на знак протесту проти «мовного закону». — На майдан Сашко їздив періодично кілька разів. Під час сутичок на Грушевського 18 лютого в нього влучили гранатою, — каже його друг Михайло Згар. — Йому пробили артерію. Сашка госпіталізували, але в лікарні він помер |
| 10 | Кіщук Володимир Юрійович Герой України (посмертно)                           | 22 лютого 1956, смт Димер, Вишгородський район, Київська область | 18 лютого 2014 | Загинув у Києві під час сутичок між мітингувальниками та «беркутівцями». Проломлена голова в районі потилиці. Тіло виявили у Будинку офіцерів. |
| 11 | Корчак Андрій Богданович Герой України (посмертно)                           | 18 липня 1964, Стрий, Львівська область. Був неодружений. Жив з 81-річною матір'ю. | 18 лютого 2014 | На Майдані перебував з листопада. Завжди був на передових. Робив усе: і воював, і дрова рубав. Помер у 17-ій лікарні від розриву внутрішніх органів після побиття «Беркутом». |
| 12 | Кульчицький Володимир Станіславович Герой України (посмертно)                | 25 липня 1949. Мешкав у Києві. | 18 лютого 2014 | Помер у ніч з 18 на 19 лютого. Куля пройшла на виліт через серце, застрягла в одязі. Друга влучила йому в живіт. |
| 13 | Максимов Дмитро Вячеславович Герой України (посмертно)                       | 17 листопада 1994, Київ. Срібний та бронзовий призер із дзюдо Дефлімпійських ігор у Софії 2013 року. Кавалер Ордену «За заслуги» III ступеня                                                              | 18 лютого 2014 | Прийшов демократично відстоювати українську державу на мирний мітинг на «Майдані незалежності» Києва. Під час стрілянини вибухом гранати йому відірвало руку, помер у Будинку профспілок від втрати крові. Його тіло декілька днів лежало в Михайлівському Золотоверхому соборі. |
| 14 | Наумов Володимир Григорович Герой України (посмертно)                        | 9 березня 1970, селище Шевченко, Добропільський район, Донецька область | 18 лютого 2014 | Тіло виявили 18 лютого, вранці, на Трухановому острові. Загиблий мав хусточку Самооборони Майдану на шиї. |
| 15 | Нечипорук Юрій Вікторович                                                    | 6 листопада 1986, Хмільник, Хмільницький район, Вінницька область | 18 лютого 2014 | Вбитий «тітушками», вивезений за 30 км від Києва під селище Глеваха. На тілі виявлено 20 ножових поранень — з них два на шиї та дев'ять в області серця. |
| 16 | Плеханов Олександр Вікторович Герой України (посмертно)                      | 7 березня 1991, студент архітектурного факультету КНУБіА, наступного дня мав отримати диплом бакалавра.                                                                                                   | 18 лютого 2014 | Загинув 18 лютого 2014 від втрати крові у наслідок подій на вулиці Інститутській. Смерть констатована лікарями 17-ї міської лікарні. Тіло упізнав батько загиблого вночі 19 лютого. Помер у 17-й лікарні. |
| 17 | Прохорський Василь Петрович Герой України (посмертно)                        | 4 травня 1980, с. Щуча Гребля, Бахмацького району, Чернігівської області. Працював у Києві | 18 лютого 2014 | Допомагаючи медикам загинув від кулі снайпера у потилицю, яка пройшла навиліт. Родичі довго шукали його, і знайшли 22 лютого у морзі на вул. Оранжерейній. |
| 18 | Прохорчук Віктор Олександрович Герой України (посмертно)                     | 25 травня 1975, смт Хорошів, Володарсько-Волинський район, Житомирська область | 18 лютого 2014 | Зник 18 лютого. Бійці з його сотні відшукали свого побратима через тиждень у морзі. Перед тим тіло загиблого виявили у дворах Хрещатика, куди було викинуте зі слідами насильницької смерті та з перерізаним горлом. |
| 19 | Сердюк Ігор Миколайович Герой України (посмертно)                            | 3 листопада 1969, підприємець з Кременчука | 18 лютого 2014 | Чоловікові вистрелили з обрізу в обличчя. "Він будував барикаду, носив мішки. Під час цього на нього та інших активістів напали «тітушки» та «беркутівці». Зразу була сутичка, потім хтось вистрелив Ігорю впритул в обличчя, — розповів Сергій Полюхович, заступник голови кременчуцького «Майдану». |
| 20 | Топій Володимир Петрович Герой України (посмертно)                           | 26 квітня 1955, с. Вишня, Городоцький район, Львівська область | 18 лютого 2014 | Шукали з 18 лютого. Його тіло знайшов син у Будинку профспілок. Зробили експертизу, і підтвердили смерть цього героя. Володимир Петрович загинув під час пожежі у Будинку профспілок. |
| 21 | Хурція Зураб (Zurab Khurtsia) Лицар Ордена Героїв Небесної Сотні (посмертно) | 29 липня 1960, грузин, громадянин Грузії | 18 лютого 2014 | Тіло виявили на барикаді, розташованій на вулиці Інститутській, біля верхнього входу в метро «Хрещатик». Загиблий чоловік мав при собі пенсійне посвідчення серія АІІІ № 848773 на ім'я Миколи Нікітіна, видане в Кіровограді, та паспорт громадянина Грузії на ім'я Zurab Khurtsia № 620075680, виданий посольством Грузії в Україні. «У нього було хворе серце, він приймав ліки. З-за подій на вулиці Інститутській воно не витримало», — повідомив пізніше Микола Нікітін. |
| 22 | Шаповал Сергій Борисович Герой України (посмертно)                           | 5 червня 1969, Київ. Активіст Самооборони Майдану. | 18 лютого 2014 | Загинув 18.02.2014 р. на вул. Грушевського внаслідок 2 вогнепальних поранень в живіт та серце. Знайшли померлим у Будинку офіцерів. |

### 19 лютого
| № | Прізвище, ім'я, по батькові                              | Про особу | Дата смерті    | Обставини смерті |
| - | -------------------------------------------------------- | --- | -------------- | --- |
| 1 | Бойків Володимир Васильович Герой України (посмертно)    | 5 лютого 1955, Львів | 19 лютого 2014 | Останній раз телефонував дружині пізно ввечері перебуваючи на вул. Грушевського. В ніч на 19 лютого отримав кульові поранення голови, хребта, печінки та селезінки. Тіло загиблого відразу не було упізнане і перебувало в морзі до 24 лютого, коли його упізнала дружина. Похований у Львові на Личаківському кладовищі на Алеї Героїв.  |
| 2 | Клітинський Олександр Іванович Герой України (посмертно) | 15 травня 1988, с. Чернелівці, Деражнянський район, Хмельницька область | 19 лютого 2014 | Учасник подій на Майдані. Востаннє побратими бачили Олександра в охопленому вогнем Будинку профспілок у ніч на 19 лютого. Знаходився у списках зниклих. Похований у безіменній могилі на Аскольдовій могилі. Після проведення експертизи ДНК тіло ідентифіковано.                                                                         |
| 3 | Пагор Дмитрій Олексійович Герой України (посмертно)      | 10 квітня 1992, с. Хропотова, Чемеровецький район, Хмельницька область | 19 лютого 2014 | Загинув увечері в Хмельницькому біля будівлі СБУ, звідки була відкрита стрілянина. Був поранений у голову, невдовзі помер у лікарні. «У морзі нам сказали, що в нього кульове поранення, ніби то стріляли із автомата Калашникова, але кулі не показали. Діма закривав собою дівчину, коли лунали постріли», — розповів дядько загиблого. |
| 4 | Пасхалін Юрій Олександрович Герой України (посмертно)    | 18 січня 1984, с. Носачів, Смілянський район, Черкаська область. Закінчив школу у Смілі. Був вихованцем школи олімпійського резерву в Харкові, займався штангою. В останні роки проживав у Києві, працював на приватному підприємстві комірником. | 19 лютого 2014 | Отримав три вогнепальні поранення в спину та одне пневматичне поранення, першу допомогу було надано в Будинку профспілок. Після підпалу будинку його евакуювали до 18-ї лікарні на бульварі Тараса Шевченка, проте врятувати його не вдалося. Похований у рідному селі.                                                                   |
| 5 | Трофимов Олексій                                         | Учасник подій на Майдані. Зв'язок з Олексієм був втрачений ще 2 лютого. Знаходився у списках зниклих. | 19 лютого 2014 | Загинув у профспілках під час пожежі. Його тіло було виявлено на верхніх поверхах. Чоловіка поховали на початку березня. |
| 6 | Черненко Андрій Миколайович Герой України (посмертно)    | 9 грудня 1978, Київ. Народився в селі Слободо-Петрівка, Гребінківський район, Полтавська область. Закінчив Національний транспортний університет. Залишилась 7-місячна дитина.                                                                    | 19 лютого 2014 | 18 лютого поранений в груди та був доставлений з Будинку профспілок до 17-ї лікарні із проникливим вогнепальним пораненням грудної клітини. Упізнання тіла проводила сестра. |
| 7 | Чернець Віктор Григорович Герой України (посмертно)      | 27 травня 1977, с. Подібна, Маньківський район, Черкаська область. Мав двох дітей | 19 лютого 2014 | На трасі Одеса — Київ жителями Маньківки й Умані біля села Подібна був встановлений блок-пост на дорозі, аби перешкодити «тітушкам» та спецпризначенцям дісталися до столиці. Водій невстановленого джипа, який пробивав дорогу внутрішнім військам, на шаленій швидкості 19 лютого на смерть збив 37-річного мешканця села Подібна.      |
| 8 | Швець Віктор Миколайович Герой України (посмертно)       | 1951, с. Гатне, Києво-Святошинський район, Київська область | 19 лютого 2014 | був уже на пенсії. 18 лютого десь о 16:00 пішов на Майдан, як сам казав, захищати молодь. О 23:00 подзвонив сім'ї і сказав, що з ним усе добре. А вже о 04:00 ранку 19 лютого телефоном повідомили дружині, що він загинув (у моргу смерть зафіксували як приблизно перша з чимось година ночі).                                          |

### 20 лютого
| №  | Прізвище, ім'я, по батькові                                   | Про особу | Дата смерті    | Обставини смерті |
| -- | ------------------------------------------------------------- | --- | -------------- | --- |
| 1  | Арутюнян Георгій Вагаршакович Герой України (посмертно)       | 4 липня 1960, Батумі. Вірменин. Мешкав у місті Рівне, член місцевої «Свободи». Залишилось 2 доньки, молодшій — 3 роки. | 20 лютого 2014 | Застрелений снайпером поблизу Монумента Незалежності в Києві. Тіло перенесли до Михайлівського Золотоверхого собору. |
| 2  | Байдовський Сергій Романович Герой України (посмертно)        | 21 серпня 1990, Нововолинськ. З 1997 по 2007 рік навчався у Нововолинській школі № 12. Неодружений. Працював на магістральних нафтопроводах «Дружба». | 20 лютого 2014 | Убитий снайпером 20 лютого на Інститутській вулиці. |
| 3  | Балюк Олександр Олександрович Герой України (посмертно)       | 19 березня 1974, с. Пилиповичі, Новоград-Волинський район, Житомирська область | 20 лютого 2014 | Помер від вогнепального поранення грудної клітки з пошкодженням внутрішніх органів. Зі слів очевидців, бувши тяжко пораненим, намагався врятувати життя іншому пораненому. |
| 4  | Бльок Іван Іванович Герой України (посмертно)                 | 21 липня 1973, м. Городок Львівської області | 20 лютого 2014 | Помер від кулі снайпера у серце, вранці 20 лютого, на вулиці Інститутській. Дошлюбне прізвище дружини — Тур і чоловіка інколи також називали Туром, до списків загиблих його було занесено під цим прізвищем — Тур Іван Іванович. |
| 5  | Бондарчук Сергій Михайлович Герой України (посмертно)         | 9 вересня 1961, Старокостянтинів Хмельницької обл., Вчитель фізики, голова Старокостянтинівського міської організації (Хмельницька обл) ВО «Свобода» | 20 лютого 2014 | Громадсько-політичний діяч. З перших днів Євромайдану пан Бондарчук брав активну участь в акціях протесту, був організатором акцій у Старокостянтинові. Убитий на Інститутській вулиці. Загинув від кулі снайпера коли виносив поранених. |
| 6  | Братушка Олексій Сергійович Герой України (посмертно)         | 10 квітня 1975, Суми | 20 лютого 2014 | Кульове поранення голови. |
| 7  | Вайда Богдан Іванович Герой України (посмертно)               | 28 квітня 1965, Львівська область, Дрогобицький район, село Летня | 20 лютого 2014 | Загинув від пострілу снайпера в голову, близько 10:00 ранку на Інститутській вулиці. Входив до 12-ї сотні Самооборони. |
| 8  | Варениця Роман Михайлович Герой України (посмертно)           | 14 грудня 1978, с. Старий Яр, Яворівський район, Львівська область. Мешкав у Новояворівську. | 20 лютого 2014 | Застрелений на вул. Інститутській. Перебував в Олександрівській (Жовтнева) клінічній лікарні (вул. Шовковична). |
| 9  | Войтович Назарій Юрійович Герой України (посмертно)           | 2 червня 1996, на момент вбивства неповнолітній, с. Травневе, Збаразький р-н, Тернопільська обл. | 20 лютого 2014 | За словами директора Тернопільського кооперативного коледжу Василя Макарчука, йому зателефонувала жінка, яка сказала, що тіло Назара перебуває в Михайлівському. Назар у цьому коледжі навчався на дизайнера. Школа села Травневе тепер носитиме його ім'я. |
| 10 | Голоднюк Устим Володимирович Герой України (посмертно)        | 12 серпня 1994, місто Збараж, Тернопільська область | 20 лютого 2014 | Вбитий пострілом снайпера у голову на вул. Інститутській |
| 11 | Городнюк Іван Володимирович Герой України (посмертно)         | 2 червня 1984, Березне, Рівненська область | 20 лютого 2014 | Помер у Рівному після хвороби, отриманої на Майдані у Києві (облитий водою з водомета) |
| 12 | Гриневич Едуард Михайлович Герой України (посмертно)          | 31 травня 1985, село Деревок, Любешевський район, Волинська область, член партії ВО «Свобода», підприємець. Навчався у Любешівському технічному коледжі. Едуард залишив по собі щоденник. | 20 лютого 2014 | Загинув він о 10:25 ранку 20 лютого на восьмій барикаді, що навпроти вестибюля станції метро «Хрещатик» по Інститутській вулиці. Загинув від кулі снайпера, від пострілу у скроню. Він до останнього стояв на барикадах. Тіло знайшли у дворі Михайлівського собору. |
| 13 | Гурик Роман Ігорович Герой України (посмертно)                | 2 жовтня 1994, Івано-Франківськ, студент філософського факультету Прикарпатського університету | 20 лютого 2014 | Загинув на передовій від пострілу снайпера у скроню близько 12:15. 20.02.14 був упізнаний у морзі. |
| 14 | Дзявульський Микола Степанович Герой України (посмертно)      | 1 вересня 1958. Мешкав у Шепетівці. Вчитель географії та біології, член ВО «Свобода» | 20 лютого 2014 | Загинув у Києві на Інститутській вулиці від кулі снайпера, яка влучила прямо у серце. |
| 15 | Дигдалович Андрій Іванович Герой України (посмертно)          | 3 червня 1973, село Сокільники, Пустомитівський район, Львівська область. | 20 лютого 2014 | В січні, після поранення беркутівцем гумовою кулею на вулиці Грушевського, втратив 80 % зору на одне око. Комендатурою Майдану нагороджений орденом «За оборону Майдану», вручення мало відбутися ввечері 20 лютого, проте зранку він загинув. Снайперська куля пробила бронежилет навиліт. Орден вручили дітям під час похорону. Поховали Героя Небесної Сотні 23 лютого на Алеї Героїв Личаківського цвинтаря у Львові. |
| 16 | Дмитрів Ігор Федорович Герой України (посмертно)              | 9 жовтня 1983, мешканець с. Копанки, Калуський район, Івано-Франківська область | 20 лютого 2014 | Його шукали декілька годин безнадійно. А близько 17:00 надійшла інформація із 17-ї лікарні Києва про те, що він помер (комбінована політравма). |
| 17 | Жаловага Анатолій Григорович Герой України (посмертно)        | 13 березня 1980, Львів. Народився в м. Дубляни, Жовківський район, Львівська область. Закінчив Львівський державний університет фізичної культури, фах — гандбол. Кандидат в майстри спорту. | 20 лютого 2014 | O 10.00 ранку він був убитий снайпером на Інститутській вулиці кулею в голову. Куля повністю розтрощила її. Смерть настала відразу. Тіло на подвір'ї біля Михайлівського собору |
| 18 | Жеребний Володимир Миколайович Герой України (посмертно)      | 6 жовтня 1985, Рудки, Самбірський район, Львівська область, працівник Вишнянського коледжу Львівського національного аграрного університету. | 20 лютого 2014 | Загинув на Інститутській вулиці, кулі снайпера влучили в шию (в сонну артерію) та голову. Похований у рідному місті Рудки. |
| 19 | Кемський Сергій Олександрович Герой України (посмертно)       | 15 листопада 1981, Керч. Мешкав у Коростені, Житомирська область, куди переїхав з батьками, експерт Інституту політичних і економічних ризиків і перспектив, анархіст | 20 лютого 2014 | Належав до «Чорної сотні». Допомагав виносити поранених. Загинув на Інститутській вулиці від снайперського пострілу. Тіло ідентифіковане на подвір'ї біля Михайлівського собору. |
| 20 | Корнєєв Анатолій Петрович Герой України (посмертно)           | 23 січня 1961, с. Гаврилівці Кам'янець-Подільського району, Хмельницької області | 20 лютого 2014 | Інформація про загибель з'явилась зранку 20 лютого. До обіду в Гаврилівцях дружина Людмила виїхала на Київ. Товариш подзвонив на його телефон, а трубку підняв незнайомий чоловік і сказав, що снайпер поцілив у серце. |
| 21 | Костенко Ігор Ігорович Герой України (посмертно)              | 31 грудня 1991, с. Зубрець Бучацького району Тернопільської області, студент-географ, редактор української Вікіпедії. За два з половиною роки написав понад 280 статей. 10 серпня 2014 засновник «Вікіпедії» Джиммі Вейлз оголосив Ігоря Костенка дописувачем року. Про присудження відзнаки було оголошено на церемонії закриття «Вікіманії» — щорічної конференції, яка збирає дописувачів та активістів проєкту з усього світу. Пан Вейлз зазначив, що історія Ігоря Костенка справила на нього глибоке враження. | 20 лютого 2014 | Був убитий в районі Жовтневого палацу. За словами його друга Володимира, який переносив тіло Ігоря, його ноги були побиті «так що їх можна було зав'язати на вузол». |
| 22 | Котляр Євген Миколайович Герой України (посмертно)            | 14 квітня 1980, Харків. Закінчив Харківський державний технічний університет радіоелектроніки. Промисловий альпініст. Активіст екологічної організації «Зелений фронт». | 20 лютого 2014 | Був на Майдані від початку грудня з кількаденними перервами. Належав до третьої сотні. Майже всі ночі провів на Майдані. Чергував на барикадах, прикривав людей від силовиків щитом, переносив поранених. Після початку «мирного наступу» повернувся з Харкова, куди поїхав на кілька днів до батька, прибув до Києва 18 лютого й поновився у третій сотні, хоча планував приєднатися до новоствореної харківської сотні. Востаннє Женю бачили на вул. Інститутській під час перестрілки між 10:00 і 10:30, він переносив поранених і вбитих. Є також інформація, що він загинув ближче до 11:00, коли йшов в атаку. Тіло Євгена передали до моргу на вул. Оранжерейній близько полудня 20 лютого. Похований у Харкові 23 лютого. Залишилися батько й молодша сестра. |
| 23 | Коцюба Віталій Миколайович Герой України (посмертно)          | 7 липня 1982. Народився в Вороблячині, Яворівського району Львівської області. Мешкав у м. Новояворівськ, Яворівського району. Залишилося двоє дітей (7 р., 12 р.). | 20 лютого 2014 | За словами очевидців, ризикуючи власним життям, під обстрілом активісти повернулися за Віталієм, але вже живим його витягнути з того пекла не вдалося. |
| 24 | Мельничук Володимир Валерійович Герой України (посмертно)     | 22 серпня 1974, Київ | 20 лютого 2014 | Помер у 17-й лікарні від вогнепальних поранень 20 лютого (кульове поранення грудей). |
| 25 | Мовчан Андрій Сергійович Герой України (посмертно)            | 17 січня 1980, с. Великі Осняки, Ріпкинський район, Чернігівська область. Мешкав у Києві. Працював у Театрі ім. Франка майстром сцени. Член Демократичного Альянсу | 20 лютого 2014 | Був волонтером на Майдані. Загинув від кульового поранення. Похований у рідному селі. |
| 26 | Мойсей Василь Михайлович Герой України (посмертно)            | 23 березня 1992, с. Зубрець Бучацького району Тернопільської області, проживав у м. Ківерці, Волинська область. Приїхав на Майдан у Київ разом зі своїми побратимами в ніч з 18 на 19 лютого. Навчався в Університеті розвитку людини «Україна» у Луцьку на 4-му курсі. | 20 лютого 2014 | Помер у 17-й лікарні Києва від вогнепального поранення у грудну клітину. Вранці 20 лютого на Інститутській вулиці у нього влучив снайпер. Хлопця не врятувало те, що він був у цивільному бронежилеті. Куля пошкодила важливі кровоносні судини. |
| 27 | Опанасюк Валерій Адамович Герой України (посмертно)           | 20 травня 1971, Рівне | 20 лютого 2014 | Перед тим два дні не виходив на зв'язок. Була непідтверджена інформація про те, що, можливо, людина загинула. Загинув 20 лютого від снайперської кулі. Похорони відбулися 23 лютого в Рівному. Похований на кладовищі «Нове». |
| 28 | Пантелєєв Іван Миколайович Герой України (посмертно)          | 1 грудня 1981, Краматорськ рок-музикант, соліст групи «Небо Мінуса». | 20 лютого 2014 | Загинув на Інститутській. За свідченням лікарів та його матері — в тілі мав сім куль. Тіло ідентифіковане в готелі «Україна». |
| 29 | Паньків Микола Олександрович Герой України (посмертно)        | 6 лютого 1975, с. Лапаївка Пустомитівського району Львівської області. Без батька залишилось двоє дітей (8 p., 13 p.) | 20 лютого 2014 | Микола помер від кулі снайпера в груди 20 лютого у Києві. Помер по дорозі до лікарні. Був застрелений тоді, коли він витягував поранених та вбитих з-під обстрілу. |
| 30 | Паращук Юрій Григорович Герой України (посмертно)             | 1 липня 1966, Тальне, Черкаська обл. Мав сина від першого шлюбу та дві прийомні доньки. На час подій Євромайдану працював столяром у Харкові. Похований у Тальному. | 20 лютого 2014 | Убитий від пострілу з даху на Інститутській вулиці, про що повідомив Ігор Швайка у твіттері. |
| 31 | Пехенько Ігор Олександрович Герой України (посмертно)         | 19 липня 1970, Вишгород, Київська область | 20 лютого 2014 | Загинув біля Будинку профспілок від кулі снайпера. |
| 32 | Полянський Леонід Петрович Герой України (посмертно)          | 24 жовтня 1975, Жмеринка, Вінницька область. Поляк. | 20 лютого 2014 | Загинув внаслідок вогнепального поранення в груди. Тіло виявили в морзі № 1 (Київ, вул. Оранжерейна, 9). |
| 33 | Саєнко Андрій Степанович Герой України (посмертно)            | 26 жовтня 1962, Фастів, Київська обл., ур. Сміла, Черкаська область, афганець, громадський активіст, підприємець | 20 лютого 2014 | Він був бійцем Сьомої сотні Самооборони. Загинув вранці 20 лютого від кулі снайпера. Тіло в морзі № 1 (Київ, вул. Оранжерейна, 9). |
| 34 | Смоленський Віталій Віталійович Герой України (посмертно)     | 5 жовтня 1984, с. Фурманка, Уманський район, Черкаська область. Жив та працював у Києві. У нього залишилось двоє маленьких дітей. | 20 лютого 2014 | Тіло на подвір'ї біля Михайлівського собору. Похований у рідному селі. |
| 35 | Сольчаник Богдан Зіновійович Герой України (посмертно)        | 25 липня 1985, Старий Самбір, Львівська область, викладач УКУ | 20 лютого 2014 | Тіло на подвір'ї біля Михайлівського собору |
| 36 | Тарасюк Іван Миколайович Герой України (посмертно)            | 28 січня 1993, смт Олика, Ківерцівський район, Волинська область.Єдиний син у батьків. | 20 лютого 2014 | У четвер вранці вирішив повісити державний прапор на одному з об'єктів Євромайдану, снайперські кулі влучили у голову, пробили легені. Помер на місці. Похований у смт Олика |
| 37 | Ткачук Ігор Михайлович Герой України (посмертно)              | 1 вересня 1975, селище Знам'янськ, Калінінградська область, Росія. Українець. Мешкав у с. Велика Кам'янка, Коломийський район. | 20 лютого 2014 | Поїхав у Київ 18 лютого, загинув 20. Тіло ідентифіковане в готелі «Україна». |
| 38 | Точин Роман Петрович Герой України (посмертно)                | 6 серпня 1970, Ходорів, Жидачівський район, Львівська область | 20 лютого 2014 | Загинув від вогнепального поранення в голову. Тіло ідентифіковане в готелі «Україна». |
| 39 | Ушневич Олег Михайлович Герой України (посмертно)             | 20 червня 1982, Дрогобич, Львівська область. Мешкав у Сколе. | 20 лютого 2014 | Застрелений снайпером на Інститутській вулиці біля Жовтневого палацу. Тіло ідентифіковане в готелі «Україна». |
| 40 | Храпаченко Олександр Володимирович Герой України (посмертно)  | 18 вересня 1987, Рівне, за освітою був театральним режисером. | 20 лютого 2014 | Снайпер поцілив у ключицю. Куля пройшла легені та потрапила у печінку. Смерть була миттєвою. |
| 41 | Царьок Олександр Миколайович Герой України (посмертно)        | 2 січня 1959, смт Калинівка, Васильківський район, Київської області | 20 лютого 2014 | Загинув біля Жовтневого палацу. Зламані ноги, рука, ребра, три кульові поранення — два в живіт і одне в груди). Без батька залишилося 5 дітей. Тіло ідентифіковане в готелі «Україна». |
| 42 | Чаплінський Володимир Володимирович Герой України (посмертно) | 13 січня 1970, Обухів, Київська область. Батько двох дітей. | 20 лютого 2014 | Поліг на Майдані від кулі снайпера, кульове поранення шиї. |
| 43 | Чміленко Віктор Іванович Герой України (посмертно)            | 4 лютого 1961, Бобринець, Кіровоградська область. Мешкав у с. Борисівка, Бобринецький район, Кіровоградська область. | 20 лютого 2014 | Фермер, застрелений снайпером. |
| 44 | Шеремет Людмила Олександрівна Герой України (посмертно)       | 12 січня 1943, Хмельницький | 22 лютого 2014 | Працювала лікарем-анестезіологом. Поранена 19 лютого в голову в Хмельницькому біля будівлі СБУ, звідки була відкрита стрілянина з автомата. Померла в лікарні. |
| 45 | Шилінг Йосип Михайлович Герой України (посмертно)             | 14 лютого 1953, пенсійне посвідчення № 6622999, Дрогобич, Львівська область | 20 лютого 2014 | Загинув від пострілу в голову біля Жовтневого палацу. Тіло ідентифіковане в готелі «Україна». |
| 46 | Шимко Максим Миколайович Герой України (посмертно)            | 21 жовтня 1979, м. Вінниця, козак 4-го редуту Майдану, учасник клубу історичної реконструкції «Білий вовк» | 20 лютого 2014 | Невідомого чоловіка без документів, лише з квитком на потяг до Вінниці знайшов серед загиблих тернопільський репортер 20minut.ua. Фото вбитого вінничанина розмістили на сайті аби знайти його родичів. За кілька годин з'ясувалося — у Києві загинув 33-річний Максим Шимко (кульове поранення голови) |
| 47 | Щербанюк Олександр Миколайович Герой України (посмертно)      | 2 січня 1968, Чернівці | 20 лютого 2014 | 20 лютого 2014 року вбито двома кулями неподалік від стели. Перша вцілила зліва нижче ребер, друга — в серце. Похорон відбувся 23 лютого в Чернівцях. Попрощатися з героєм прийшли тисячі чернівчан |

### 21 лютого
| № | Прізвище, ім'я, по батькові                                        | Про особу                                                                   | Дата смерті    | Обставини смерті |
| - | ------------------------------------------------------------------ | --------------------------------------------------------------------------- | -------------- | --- |
| 1 | Кіпіані Давид Ілліч Лицар Ордена Героїв Небесної Сотні (посмертно) | 28 червня 1980, Тбілісі, грузин, громадянин Грузії, мав півторарічного сина | 21 лютого 2014 | Був знайдений в ніч з 20 на 21 лютого поряд з барикадою біля ЦУМу, у формі бійця Самооборони та бронежилеті зі слідами від двох куль. Помер у кареті швидкої допомоги від зупинки серця. Існує декілька різних версій причин його загибелі, згідно з інформацією судмедекспертизи — помер від гострої ішемії та серцевої недостатності. |
| 2 | Цепун Андрій Михайлович Герой України (посмертно)                  | 14 жовтня 1978, Київ                                                        | 21 лютого 2014 | 23 лютого стало відомо про смерть Андрія. Він був серед активістів, які блокували 20 грудня в'їзд у Київ з Гостомельської траси. Опівночі Андрій ішов сам додому та був по дорозі вбитий. Його тіло було знайдено на Верболозній вулиці зі слідами побиття та черепно-мозковою травмою.                                                 |

## Список жертв після 21 лютого 2014 року
| №  | Прізвище, ім'я, по батькові                                              | Про особу | Дата смерті              | Обставини смерті |
| -- | ------------------------------------------------------------------------ | --- | ------------------------ | --- |
| 1  | Ільків Богдан Іванович Герой України (посмертно)                         | 3 липня 1962, смт Щирець, Пустомитівський район, Львівська область                                              | 22 лютого 2014           | Отримав два кульових поранення в живіт під час стрільби на Майдані, помер 22 лютого в лікарні. |
| 2  | Подригун Олександр Володимирович Герой України (посмертно)               | 23 січня 1972, с. Залужжя, Білогірський район, Хмельницька область                                              | 23 лютого 2014           | 21 лютого 2014 року був жорстоко побитий, внаслідок чого отримав важкі тілесні ушкодження. Був знайдений на вулиці Лісовій у Києві з розбитою головою; шпиталізований до однієї з київських лікарень, де і помер 23 лютого 2014 року. |
| 3  | Бачинський Ігор Володимирович Герой України (посмертно)                  | 30 листопада 1983, Київ                                                                                         | 25 лютого 2014           | Він круглий сирота, є тільки бабуся та дідусь, які живуть у Боярці. Вони повідомили, що Ігор отримав травми на майдані, лікувався, але потім помер. Але в документах про смерть вказана причина смерті некримінального характеру. |
| 4  | Костишин Михайло Йосипович Герой України (посмертно)                     | 9 квітня 1971, с. Нижній Струтинь, Рожнятівський район, Івано-Франківська область                               | 26 лютого 2014           | Був на Майдані відразу після побиття студентів. Його також було жорстоко побито. З 27 січня був у лікарні, але врятувати життя йому не вдалося. |
| 5  | Зубенко Владислав Віталійович Герой України (посмертно)                  | 22 квітня 1991, Харків                                                                                          | 28 лютого 2014           | Отримав поранення 20 лютого. |
| 6  | Мазур Артем Анатолійович Герой України (посмертно)                       | 6 серпня 1987, Хмельницький                                                                                     | 3 березня 2014           | Належав до 15-ї сотні Самооборони Майдану. Артем був поранений осколками гранати під час сутичок у Маріїнському парку. В хлопця був проламаний череп, лікарі витягували осколки з голови. Від 18 лютого Артем перебував у комі. |
| 7  | Слободян Тарас Ігорович Герой України (посмертно)                        | 10 грудня 1982, Тернопіль                                                                                       | дата смерті невідома     | Похований 05.03.2014 на Микулинецькому цвинтарі в Тернополі. Похоронна процесія починалася з Підгороднього (з нового будинку родини). Хлопець перебував на Майдані у Києві, проте, потім безслідно зник (з грудня місяця місцеперебування невідоме). Знайшли його аж у березні на Сумщині в лісі, без кисті руки. |
| 8  | Шеремет Василь Олександрович Герой України (посмертно)                   | 21 березня 1949, смт Ланчин, Надвірнянський район, Івано-Франківська область                                    | 7 березня 2014           | Помер в одній із київських лікарень від ран, отриманих під час сутичок із «беркутівцями» на київському Майдані. Уродженець Ланчина. Проживав і мав сім'ю (трьох синів) у Красній, згодом одружився вдруге у Київській області (Березань). Василь Шеремет із багатодітної сім'ї (було десятеро дітей). У Ланчині в урочищі Мочарка проживає його 93-річна мама. Похорон орієнтовно має відбутися у неділю, 9 березня у післяобідню пору, бо все залежить від того, коли привезуть померлого у Ланчин. |
| 9  | Наконечний Іван Максимович Герой України (посмертно)                     | 18 жовтня 1931, Київ                                                                                            | 7 березня 2014           | Помер в одній із київських лікарень від ран, отриманих під час сутичок 19 лютого на Інститутській вулиці. 83-річний офіцер ВМС СРСР. Важкі травми голови і шийного відділу хребта спричинили кому, внаслідок чого до тями Іван Наконечний так і не прийшов. Був присутній на Майдані від часу розгону студентів 30 листопада 2013 року. |
| 10 | Бура Ольга Василівна Герой України (посмертно)                           | 22 липня 1986, с. Ріпнів, Буський район, Львівська область. Жила в с. Журатин, Буський район, Львівська область | 10 березня 2014          | Брала активну участь в акціях протесту у Києві, починаючи з 24 листопада 2013 року. Від отриманих під час протистояння важких травм померла в київській лікарні 10 березня 2014 року. Тіло мали привезти на Львівщину 12 березня. Поховали дівчину 13 березня у селі Ріпнів, де Ольга народилася. |
| 11 | Аксенин Василь Степанович Герой України (посмертно)                      | 4 лютого 1962, с. Литячі, Тернопільська область                                                                 | 12 березня 2014          | Чернівчанин Василь Аксенин був важко поранений у Києві під час розстрілу демонстрантів 20 лютого. У четвер, 20 лютого, з ним вранці не було телефонного зв'язку, а потім подзвонили з лікарні: «Поранений…» Травми дуже серйозні: пробита черевна порожнина, пошкоджена тазостегнова кістка. Він переніс кількагодинну серйозну операцію. Наприкінці лютого його відвезли до Польщі на лікування. У Польщі від отриманих ран помер .                                                                 |
| 12 | Чернявський Дмитро Олександрович Герой України (посмертно)               | 5 березня 1992, Артемівське, Артемівський район Донецька область,                                               | 13 березня 2014, Донецьк | Загинув від ножового поранення проросійськими бойовиками під час мітингу за єдність України у Донецьку. |
| 13 | Гаджа Петро Миронович Герой України (посмертно)                          | 3 липня 1966, Рахів, Закарпатська область                                                                       | 22 березня 2014          | Проживав у Києві. Не зважаючи на слабке здоров'я, був на майдані з перших днів, займався нічними чергуваннями, входив до 8-ї сотні. Під час подій під Верховною Радою наковтався газу. Товариші хотіли дати респіратор. Він сказав: «Беріть собі, а я і так хворий». Зрештою в кінці лютого потрапив до лікарні. Майже місяць лікувався від газових опіків бронхів та легень. Кілька днів тому покинув лікарню, збирався до санаторію, але 22 березня помер .                                        |
| 14 | Нечипоренко Анатолій Ілліч Герой України (посмертно)                     | 1 вересня 1941, Брусилів (смт), Житомирська область                                                             | 11 квітня 2014           | З 1988 року і до пенсії працював у «Київзовніштрансі» на міжнародних перевезеннях. Після виходу на пенсію і до останніх днів трудився в охороні гаражного кооперативу «Пролісок». Проживав у Києві. Був важко травмований 18 лютого: закрита черепно-мозкова травма і вдавлений перелом кісток черепа. Весь час після травми був в комі, але перед смертю прийшов до тями і впізнав рідних. Помер 11 квітня від травм.                                                                               |
| 15 | Якубенко Михайло                                                         | 1975 р.н., с. Склименці Корсунь-Шевченківського району Черкаської області                                       | 18 квітня 2014           | Отримав удар в голову важким предметом під час сутичок на вул. Грушевського 20 лютого. Внаслідок травм від удару помер в Черкаській обласній лікарні 18 квітня 2014 року. |
| 16 | Сидорчук Юрій Володимирович Герой України (посмертно)                    | 2 травня 1961, Дерно, Волинська область                                                                         | 28 червня 2014           | Було поранено на Майдані 18 лютого кулею великої кінетичної енергії з проникненням у мозок, 19.02.14 о 00:50 було доставлено у коматозному стані в Інститут нейрохірургії України і там прооперовано, вже 27 лютого разом з групою інших поранених учасників Майдану було перевезено на лікування до Чехії. Смерть настала 28 червня внаслідок тяжких черепно-мозкових поранень. Юрій помер, так і не приходячи до тями.                                                                             |
| 17 | Гриценко Олександр Петрович                                              | Київ | 9 грудня 2014            | Був поранений на Майдані, після отримання поранень була зроблена перша операція з видалення частини черепа в лікарні швидкої допомоги. 06.03.2014 потрапив до Чехії в військовий шпиталь, де йому замінили частину черепа на пластину. Після повернення в Україну через місяць була зроблена третя операція в лікарні швидкої допомоги, після якої він втратив рухомість. Смерть настала 9 грудня внаслідок тяжких черепно-мозкових поранень.                                                        |
| 18 | Орленко Віктор Миколайович Герой України (посмертно)                     | 8 березня 1961. Народився і похований в с. Талалаївка, Чернігівська область                                     | 3 червня 2015            | Колишній афганець, залізничник за фахом, мешканець Києва. Отримав кульове поранення в голову під час розстрілів на Майдані, коли кинувся рятувати свого пораненого сина. Він потрапив до лікарні у надважкому стані. Два місяці Віктор перебував у комі. Згодом був відправлений на реабілітацію у Німеччину. Євромайданівець прийшов до тями, навіть зміг сидіти і говорити. Однак після повернення в Україну його стан знову погіршився.                                                           |
| 19 | П'ятковський Роман Петрович                                              | 22 березня 1983, с. Дітківці Бродівського району Львівської області                                             | 22 лютого 2017           | Був «найважчим» із поранених вранці 20 лютого на вул. Інститутській. Куля пробила хребет. Від смерті в київській лікарні (менінгіт спинного мозку) врятують волонтери та ізраїльські лікарі. Помре удома. В останню путь його проведе півтора десятка людей. «Пливе кача» на похороні не звучатиме. |
| 20 | Більчук Тарас Миколайович Лицар Ордена Героїв Небесної Сотні (посмертно) | 2 травня 1960, с. Коршів, Здолбунівський район, Рівненська область                                              | 14 серпня 2017           | Український художник, громадський діяч, був активним учасником Революції гідності. Пережив перший розгін 30 листопада і події 18 лютого після яких зазнав струсу мозку. Помер раптово 14 серпня 2017 року після інсульту. Похований 15 серпня в рідному селі. |

## Невстановлені імена загиблих
- 22 січня 2014 року під час протистояння на вулиці Грушевського у Києві за нез'ясованих обставин було застрелено двох активістів Євромайдану. Того ж дня в Київській області було знайдено тіло ще одного активіста, який був викрадений за день до цього.
- За не підтвердженою владою інформацією одночасно із вбивством Юрія Вербицького в ніч з 21 на 22 січня, ймовірно, було вбито ще одного активіста Євромайдану[14].
- За інформацією комендатури Євромайдану та свідків, 22 січня, під час подій на вулиці Грушевського, було вбито ще 2-х невідомих протестувальників[116].
- За інформацією 21 січня помер чоловік, який впав з колонади стадіону «Динамо»[117].
- 18 лютого 2014 р. — в центрі Києва знайдене одне безголове[118] тіло активіста Євромайдану[119] (кримінальний почерк силових структур — як з журналістом Гонгадзе), два тіла на барикадах біля виходу з верхнього «Хрещатика» в Києві (вулиця Інститутська), офіційно підтверджено три вбиті особи мітингувальників[120][121]; на березі ріки Дніпро в Києві віднайдене ще одне тіло активіста Євромайдану з хусточкою Самооборони Майдану на шиї[122], та вже загинуло 20 мітингувальників (Міністерство охорони здоров'я України ще раніше підтвердило 11 аналогічних смертей)[123]; у Михайлівському соборі лежать тіла 4 активістів Євромайдану тощо[124]; на медекспертизу в Києві привезено п'ять тіл[125]; біля Києва знайшли тіло чоловіка зі стрічкою Євромайдану на одязі та навмисно спотвореним обличчям[126];[127]; медики Києва повідомляють про 11 загиблих активістів Євромайдану[128]. За повідомленнями медиків, 15 чоловік було вбито на Інститутській вулиці, 22 чоловік — на вулиці Михайла Грушевського. Значна кількість жертв — поранені, яких добивали силовики[129]. Також 5 чоловік загинуло при штурмі майдану.
- 20 лютого 2014 р. — невпізнане тіло[130]. За інформацією Медичної сотні загалом загинуло близько 100 осіб, ідентифіковано — 58 осіб[131][132].
- 21 лютого 2014 Міністерство охорони здоров'я України офіційно визнало 77 смертей за 18-21 лютого 2014 року[133].
- 24 лютого 2014 Міністерство охорони здоров'я України офіційно визнало 89 смертей та 726 постраждалих, 520 особа ушпиталена, з 312 — втрачений зв'язок.
- Станом на 26 лютого 2014 року в «Будинку профспілок» у Києві віднайдено 11 заживо згорілих людей[134].
- Станом на 28 лютого 2014 року, 94 людини загинуло за час протестів в Україні — МОЗ. Всього 88 осіб загинуло в місті Києві з часу протистоянь учасників масових протестів з силовиками, тобто з 30 листопада 2013 року. Причому 83 особи померло в столиці за період з 18 по 28 лютого 2014 року. У регіонах загинуло 6 учасників акцій громадянського протистояння, з них 2 особи в Криму, 2 — в Хмельницькій області, 2 — у Черкаській області[135].
- Станом на 28 лютого 2014 року: Ігор Мірошниченко: «Київський крематорій спалював невпізнані тіла загиблих майданівців»[136].
- Станом на 3 березня 2014 року: МОЗ: Число жертв у ході протестів в Україні зросло до 95 осіб[137].
- Станом на 3 березня 2014 року: МОЗ стала відома точна кількість загиблих під час пожежі в Будинку профспілок[138].
- Точна кількість загиблих під час протестів буде відома за місяць — МОЗ. Станом на 5 березня 2014 99 загиблих, але в дуже важкому стані перебувають 15 осіб[139].
- Станом на 6 березня 2014 року на лікуванні в закладах охорони здоров'я Києва перебувало 216 осіб[140].
- Станом на 9 березня 2014 року кількість загиблих у сутичках у центрі Києва з 30 листопада 2013 року досягла 101 особи[141].
- Станом на 14 березня 2014 Євромайдан SOS. Оновлений список загиблих станом на 14 березня[142]
- ПС стверджує: невідомий герой (Святослав (Боєць)) з Будинку профспілок — їх боєць. 5 квітня 2014.[143]
- 10 квітня 2014 року в українських ЗМІ було поширено інформацію від медиків-волонтерів про те, що список жертв Євромайдану може сягнути 780 осіб[144][145][146]. 11 квітня 2014 року міністр охорони здоров'я Олег Мусій, який був керівником медичної служби Майдану, заявив, що інформація про 780 загиблих є провокацією й не відповідає дійсності. Він підтвердив офіційну статистику, за якою на 10 квітня загинуло чи померло 105 активістів Майдану[147][148].

## Юридична оцінка подій
Експертна оцінка ситуації — МВС застосовувало зброю проти протестувальників незаконно:
У липні 2014 року з офіційного звіту слідчої комісії Верховної Ради стало відомо, що у справі про розстріл людей на Майдані вже за нового керівництва МВС було знищено всі докази.
Голова ТСК Геннадій Москаль заявив, що наприкінці лютого просив міністра Арсена Авакова опечатати зброю спецпідрозділів, у яких значилися снайперські групи. Цього не було зроблено, а 62 беркутівці, на чолі із заступником командира Сергієм Кусюком, викрали кілька десятків автоматів, снайперські гвинтівки та втекли.
Також було знищено всю документацію, що пов'язана зі зброєю.
У звіті ТСК зроблено висновок, що докази втрачено безповоротно саме через злочинну недбалість нового керівництва МВС.

## Реквієм «Небесної Сотні»
Під час прощання із загиблими зі сцени Майдану 21 лютого 2014 року звучала жалобна пісня «Пливе кача…», що стала неофіційним реквіємом «Небесної Сотні».

## Ушанування пам'яті

### Назва «Небесна Сотня»
Уперше Небесною сотнею полеглих учасників акцій протесту назвала поетеса Тетяна Домашенко у вірші «Небесна сотня воїнів Майдану», який вона написала 21 лютого 2014 року.

### Назви вулиць і площ

Київ, Алея Героїв Небесної Сотні (в сторону вулиці Інститутської)

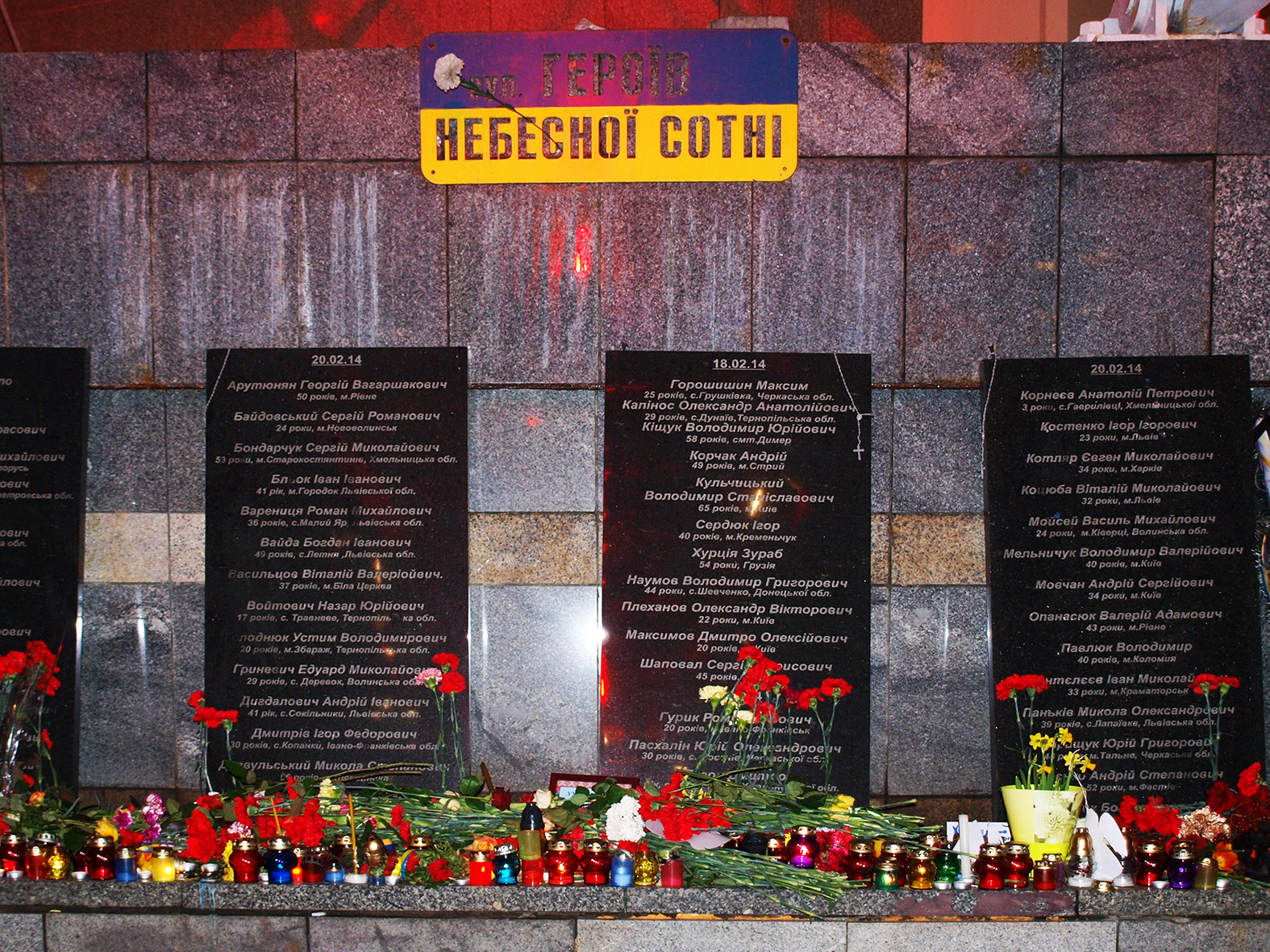
Київ, Алея Героїв Небесної Сотні

Фотографія, встановлена на вулиці Інститутській в Києві в пам'ять одного з Героїв Небесної Сотні.

Впродовж зими-весни 2014 року щонайменше 30 вулиць і площ у різних населених пунктах України були названі на честь Героїв Небесної Сотні. Площа Героїв Євромайдану в Тернополі (раніше — майдан Мистецтв) отримала нову назву 23 січня 2014 року, наступного дня після перших жертв зіткнень — Сергія Нігояна, Юрія Вербицького та Михайла Жизневського. Протягом лютого 2014 площі та вулиці Героїв Майдану з'явились у Вінниці (21), Дніпрі (22), Козятині (23), Кропивницькому (24), Луцьку, Кам'янці-Подільському, Ніжині (26), Каневі (27), Олевську та Знам'янці (28).
20 листопада 2014 року Київська міська рада перейменувала відрізок вулиці Інститутської, де 20 лютого відбувалися розстріли учасників Майдану, на Алею Героїв Небесної Сотні.
20 листопада 2015 року у місті Харків майдан Руднєва перейменовано на майдан Героїв Небесної Сотні.

### Назви інших об'єктів
- Бібліотека імені Героїв Небесної Сотні для дітей у Києві
- Героїв Небесної сотні (гора)

### День Героїв Небесної Сотні
Пам'ятний День Героїв Небесної Сотні відзначається 20 лютого. Його встановлено указом Президента України Петра Порошенка № 69/2015 «Про вшанування подвигу учасників Революції гідності та увічнення пам'яті Героїв Небесної Сотні» від 11 лютого 2015 року «з метою увічнення великої людської, громадянської і національної відваги та самовідданості, сили духу і стійкості громадян, завдяки яким змінено хід історії нашої держави, гідного вшанування подвигу Героїв Небесної Сотні, які віддали своє життя під час Революції гідності (листопад 2013 року — лютий 2014 року), захищаючи ідеали демократії, відстоюючи права і свободи людини, європейське майбутнє України».

### Присудження звань Герой України
24 лютого 2014 народні Верховна рада України прийняла постанову № 4213 «Про вшанування учасників збройних конфліктів під час мирних акцій протесту». Документ доручав наступному Президентові України присвоїти звання «Герой України» полеглим під час збройних конфліктів упродовж листопада 2013 р. — лютого 2014 р. в Україні. Авторами законопроєкту виступили депутати від партії ВО «Свобода» Ірина Фаріон, Ігор Сабій та Анатолій Вітів. Проєкт підтримали 342 депутати, серед яких були й депутати від опозиційних до сил Майдану партій.
3 березня до Закону були внесені зміни, що передбачали нагородження також і смертельно поранених на Майдані, на думку автора проєкту, депутата від партії «Батьківщина» Віталія Немілостівого, через те, що з моменту прийняття попередньою постанови ще кілька важко поранених померли в лікарнях. За відповідне рішення проголосували 255 нардепів.
Виконувач обов'язків президента О. Турчинов не міг видати указ про нагородження, оскільки згідно зі статтею 112 Конституції України виконувач обов'язків Президента України не має повноважень нагороджувати державними нагородами.
Хоча наступного Президента України — Петра Порошенка, було інавгуровано 7 червня 2014 року, впродовж більш ніж 5 місяців, постанова Верховної Ради України залишалася президентом не виконаною. Ця обставина викликала обурення громадськості під час покладання Петром Порошенком квітів до пам'ятного хресту загиблим на вулиці Інститутській вранці 21 листопада з нагоди річниці від початку Революції гідності.
Цього ж дня Петро Порошенко підписав указ № 890, згідно з яким «За громадянську мужність, патріотизм, героїчне відстоювання конституційних засад демократії, прав і свобод людини, самовіддане служіння Українському народу, виявлені під час Революції гідності» звання Герой України з удостоєнням ордена «Золота Зірка» (посмертно) було присуджено 99 особам. 20 лютого 2015 року звання Герой України з удостоєнням ордена «Золота Зірка» (посмертно) було присвоєно ще 5 особам.
20 лютого 2015 року Петро Порошенко вручив 107 орденів «Золота Зірка» Героя України родичам загиблих під час Революції гідності та АТО.

### Орден Героїв Небесної Сотні
26 червня 2014 Президентом України було ініційовано заснування нової державної нагороди — Орден Героїв Небесної Сотні. Орден був затверджений Верховною Радою України 1 липня 2014. Орден встановлено для відзначення осіб за громадянську мужність, патріотизм, відстоювання конституційних засад демократії, прав і свобод людини, активну благодійну, гуманістичну, громадську діяльність в Україні, самовіддане служіння Українському народу, виявлені під час Революції гідності (листопад 2013 року — лютий 2014 року), інших подій, пов'язаних із захистом незалежності, суверенітету і територіальної цілісності України.
Впродовж місяця було розроблено статут і малюнок Ордена, і 6 серпня 2014 року Кабінет Міністрів України схвалив проєкт Указу Президента України «Про Орден Небесної Сотні», Статут та малюнок Ордену Героїв Небесної Сотні. Указ Президента вийшов двома місяцями пізніше — 3 листопада 2014 року Станом на 16 лютого 2018 року орденом Героїв Небесної Сотні нагороджені 4 особи.
1. Жизневський Михайло Михайлович (27 листопада 2014, посмертно) — Білорусь
2. Кіпіані Давид (27 листопада 2014, посмертно) — Грузія
3. Хурція Зураб (27 листопада 2014, посмертно) — Грузія
4. Більчук Тарас Миколайович (16 лютого 2018, посмертно) — Україна

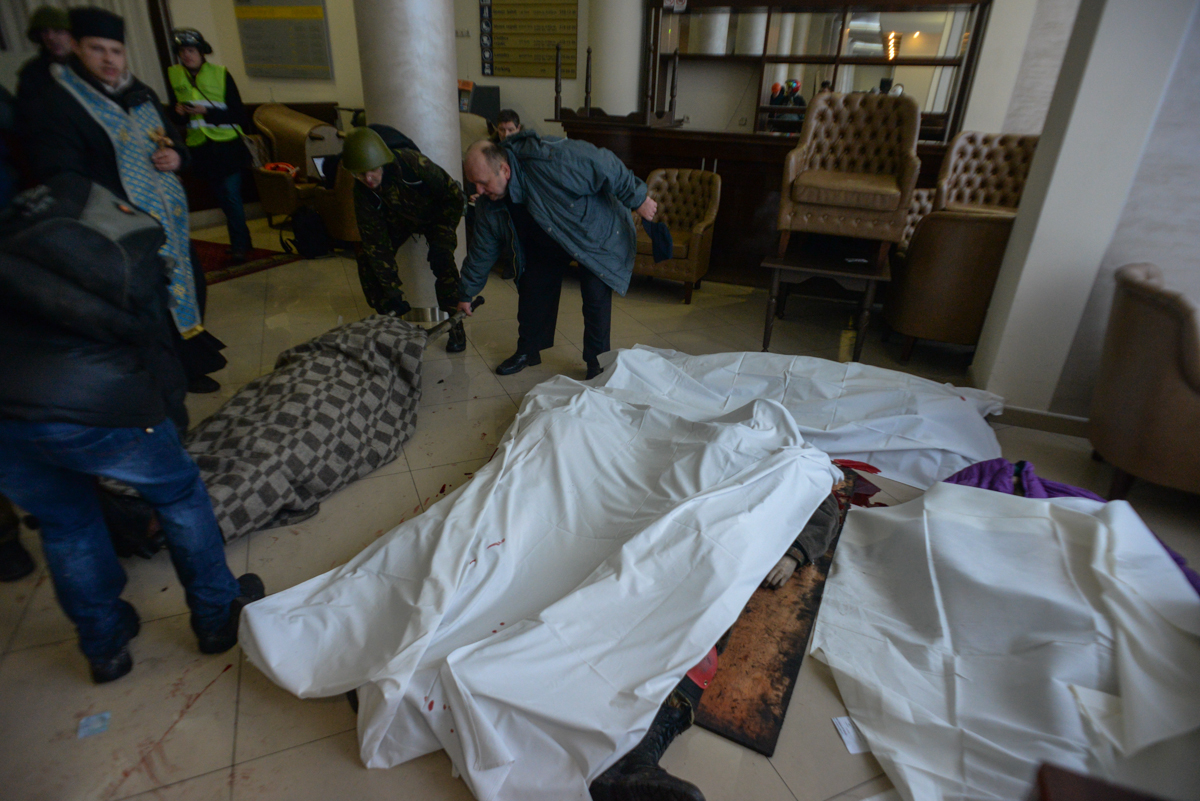
Тіла загиблих у готелі «Україна» зранку 20 лютого
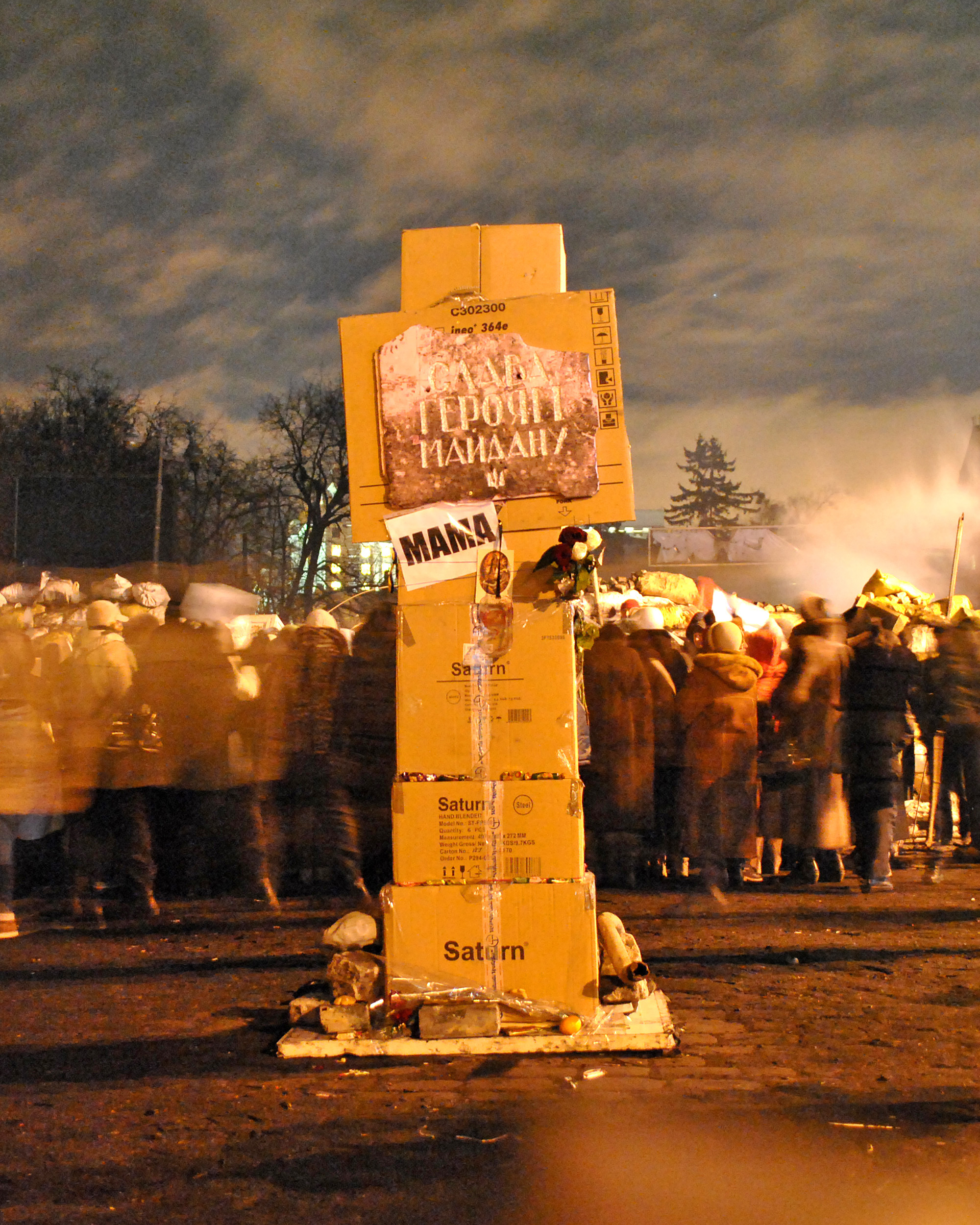
Тимчасовий пам'ятний знак загиблим Героям Євромайдану, встановлений 26 січня 2014, автори  О. Харч і В. Ахунов
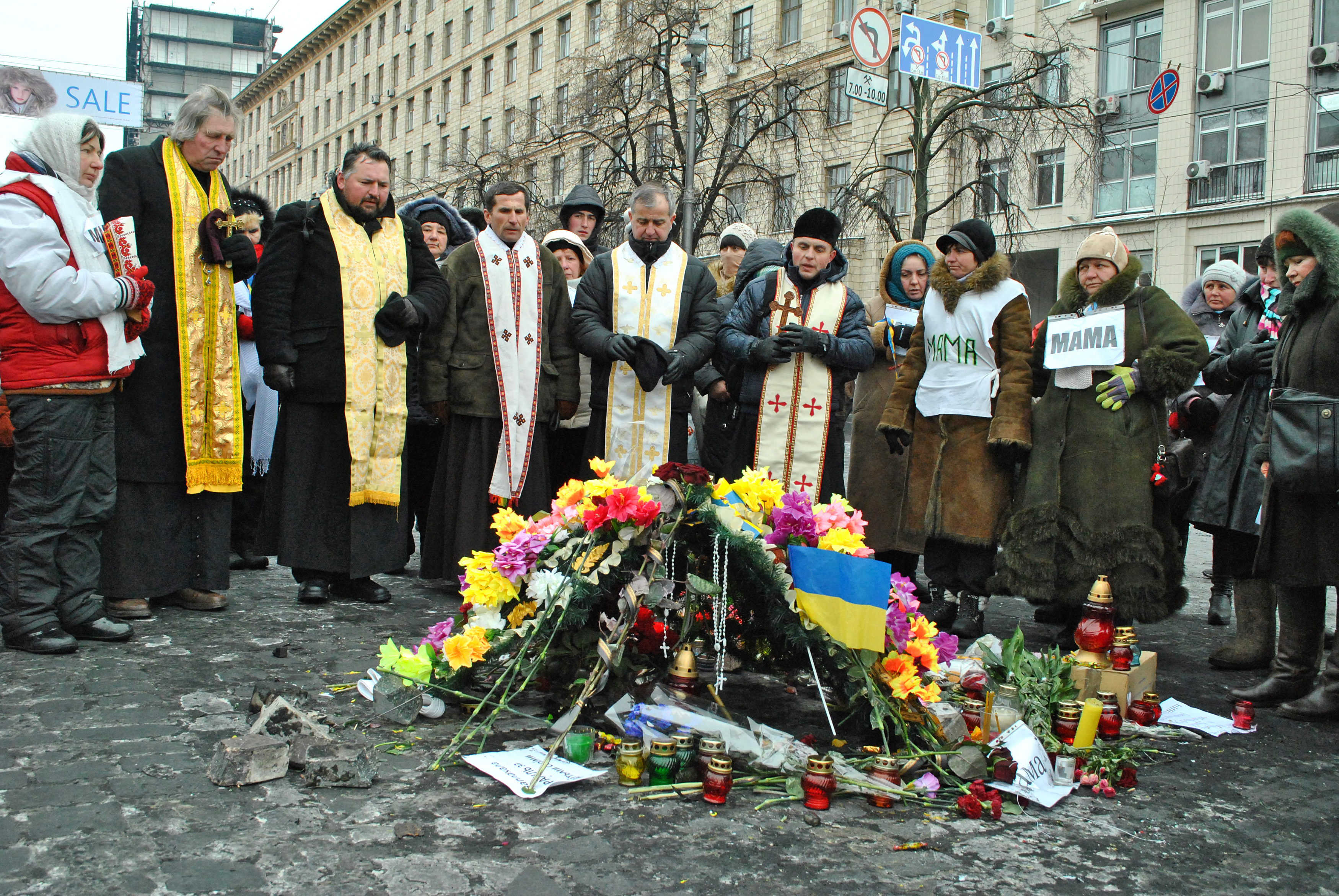
Молитва біля тимчасового меморіалу загиблим під час Євромайдану
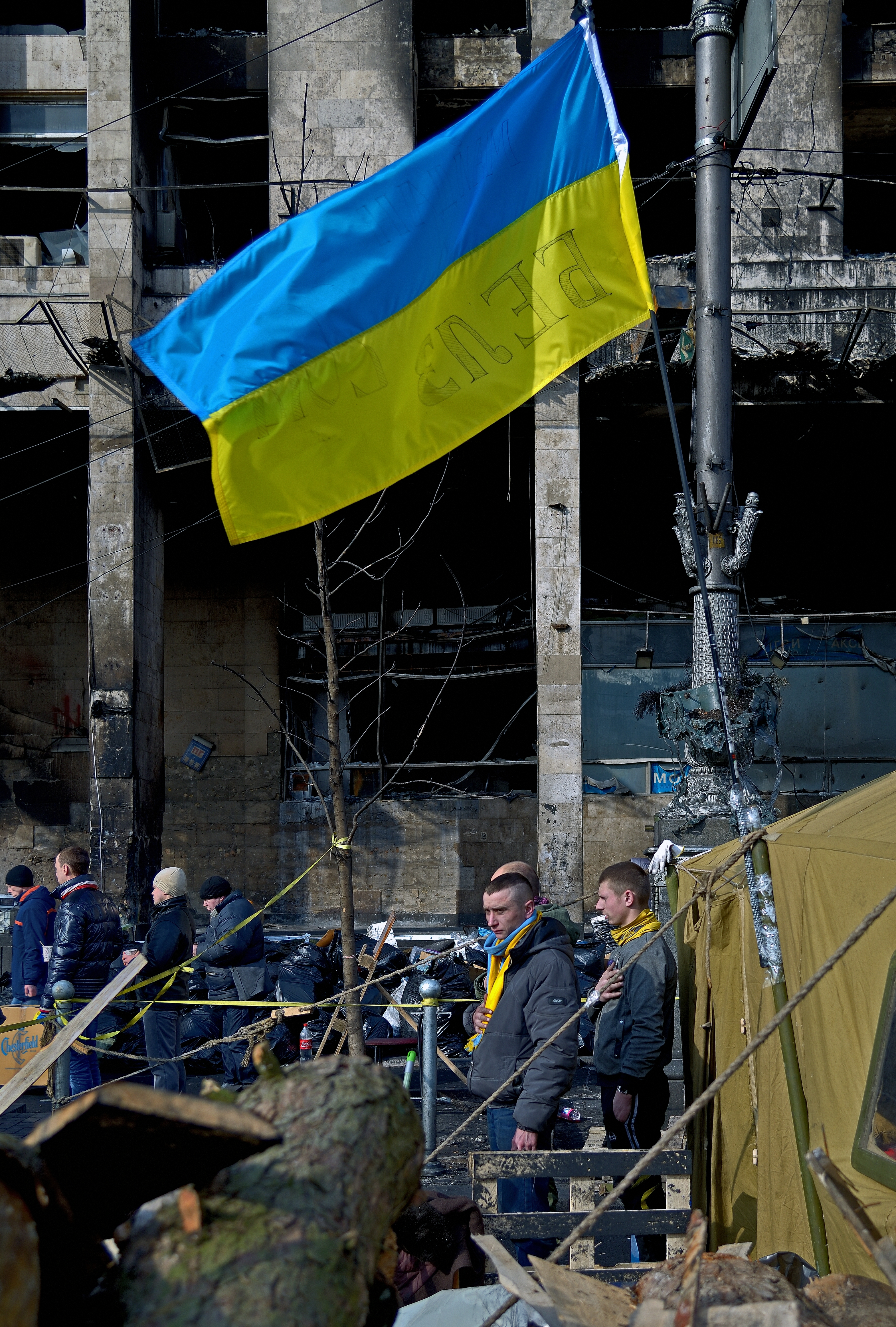
Хвилина мовчання на Євромайдані у пам'ять Небесної Сотні
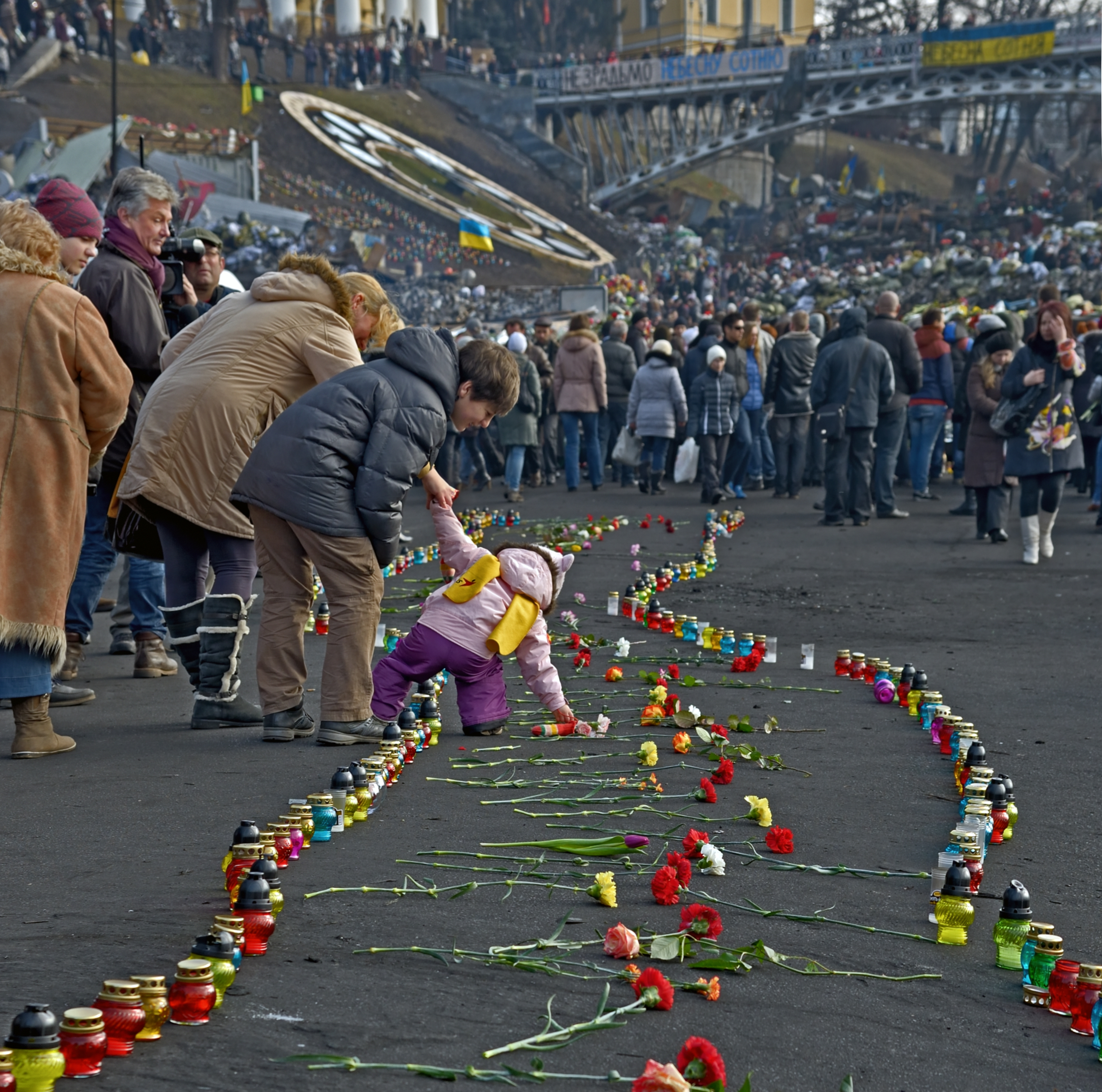
Шлях Небесної Сотні. Інститутська вулиця. 24.02.2014
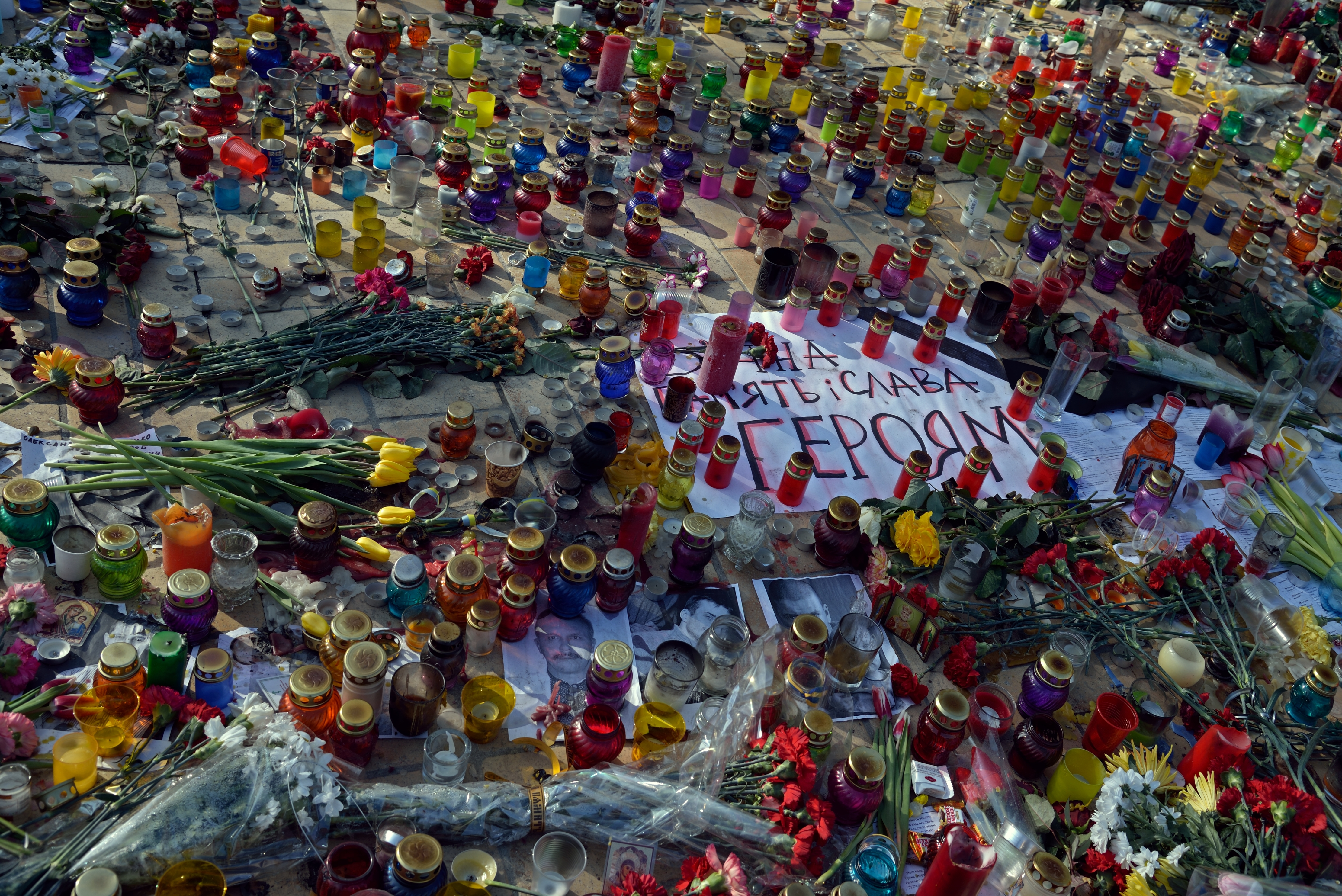
Софійська площа в Києві 24.02.2014
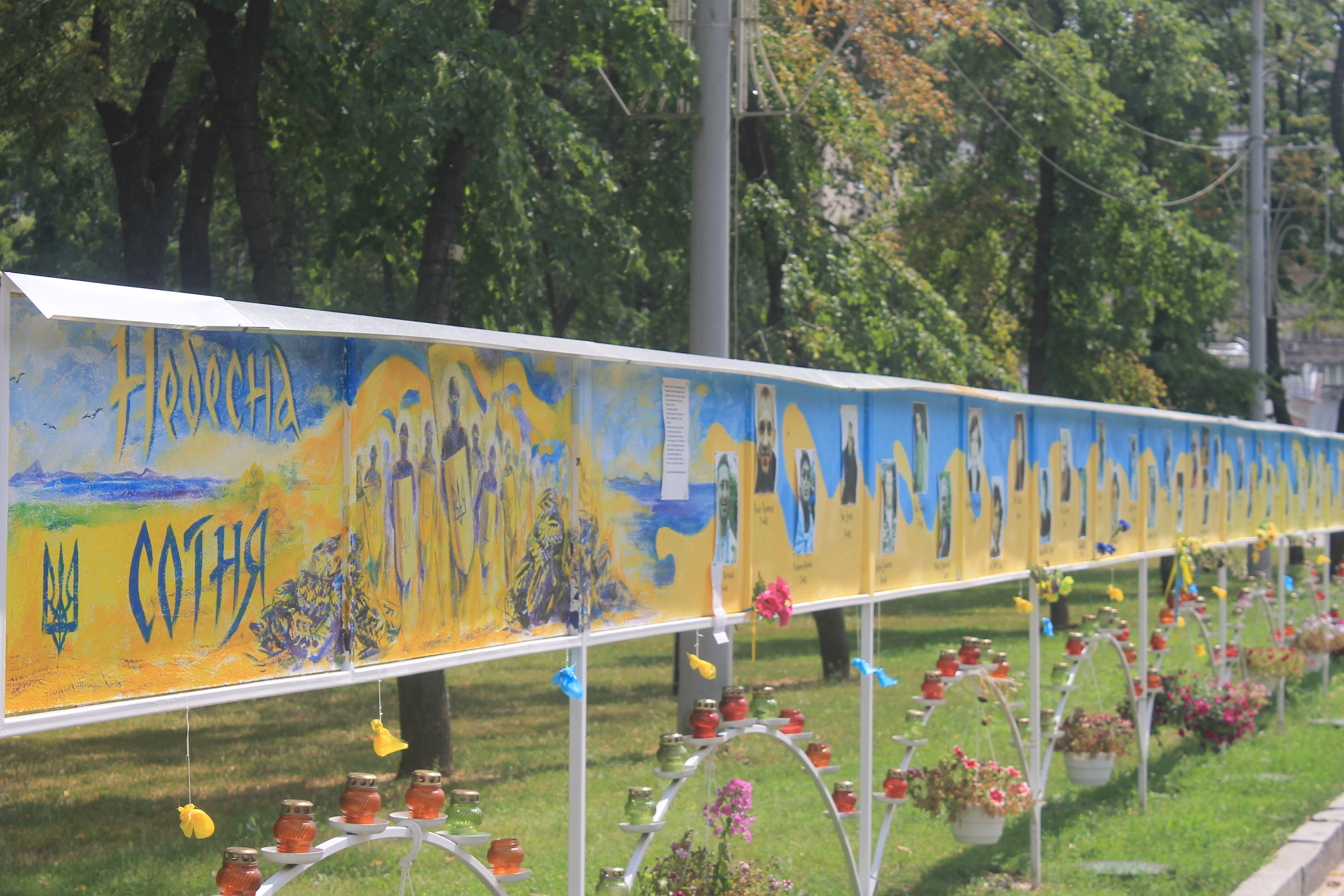
Стіна пам'яті Героїв Небесної Сотні в Дніпрі
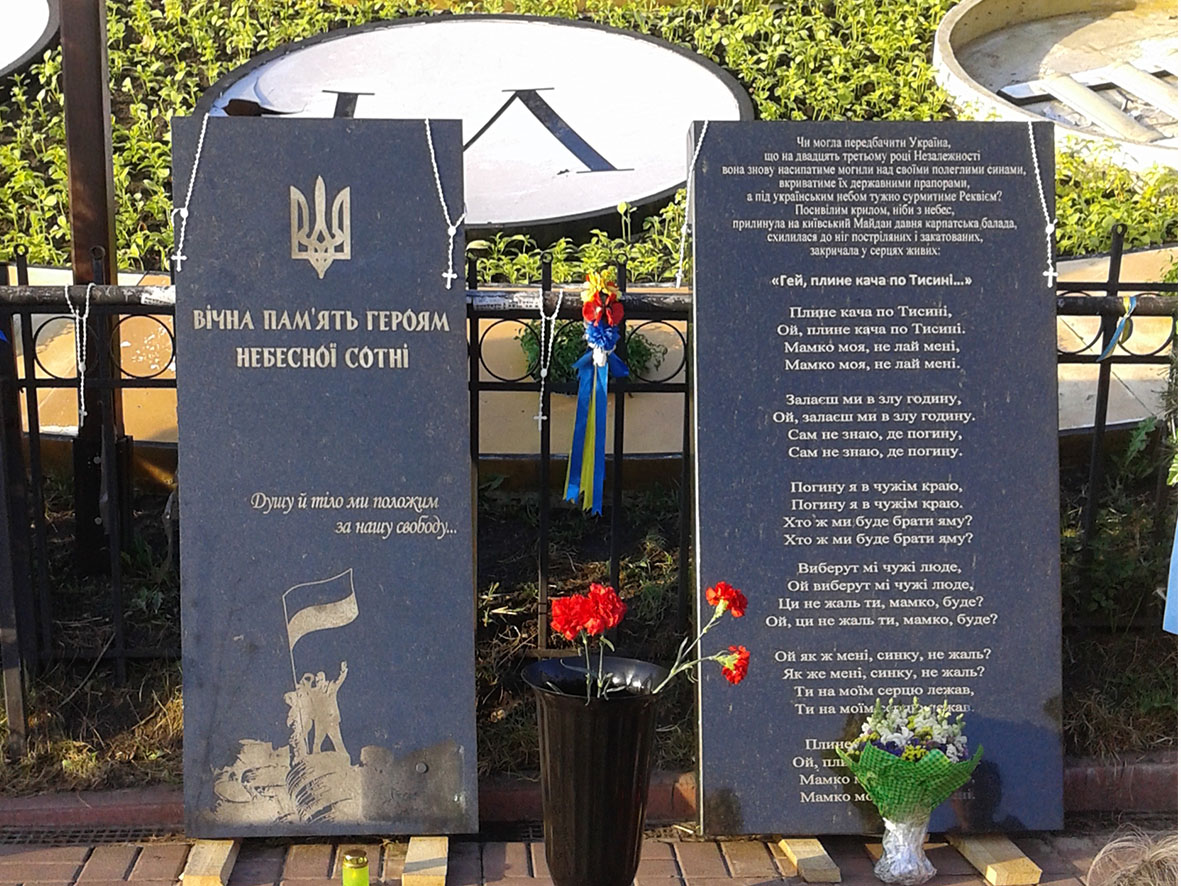
Тимчасовий пам'ятний знак загиблим на Інститутській вулиці
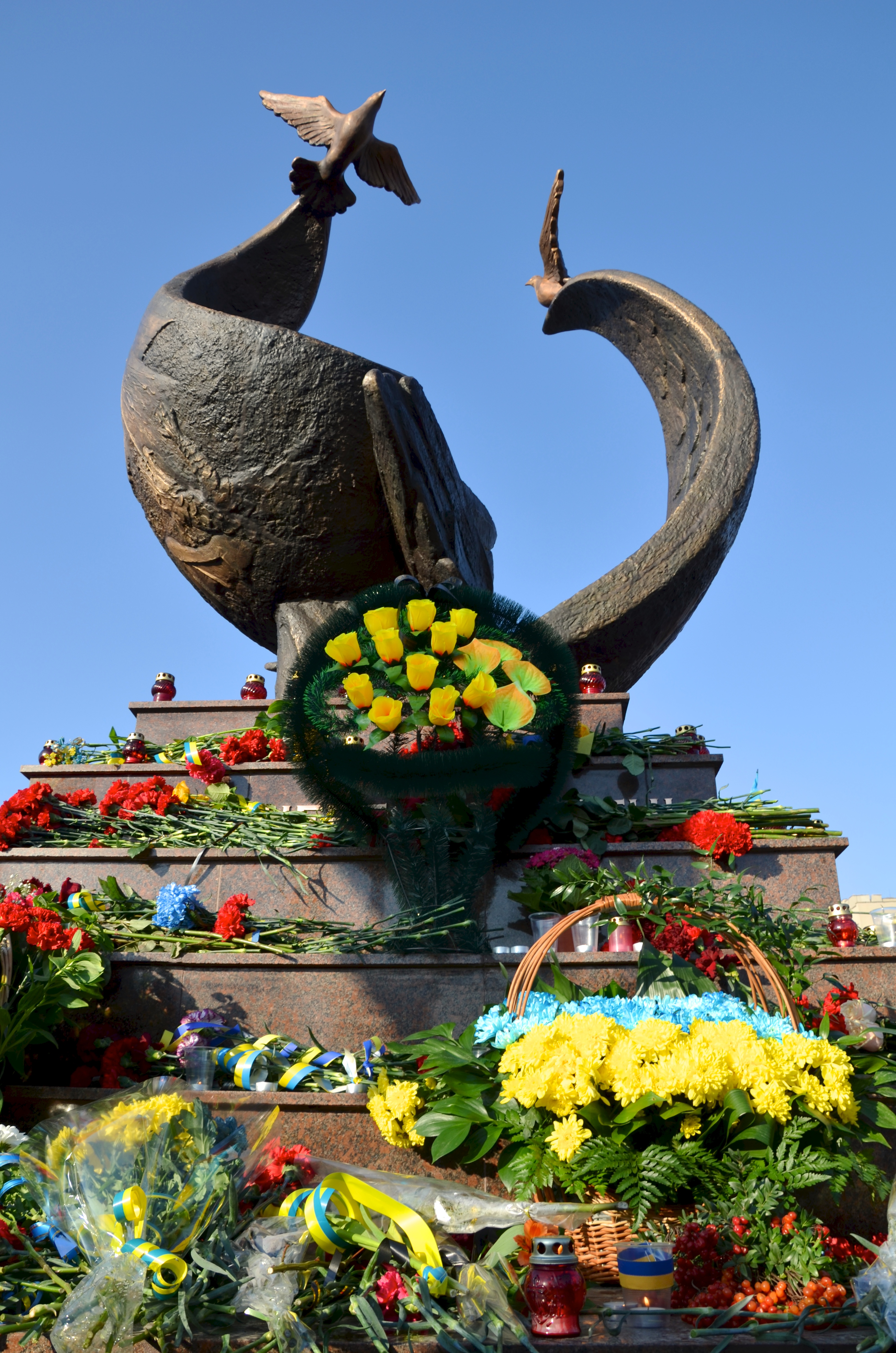
Пам'ятник Героям Небесної сотні в Миколаєві
Музей Небесної Сотні у Івано-Франківську

### «Територія гідності»
У березні 2014 року було анонсовано проведення міжнародного відкритого конкурсу на концепцію оновленого громадського простору ядра міста Києва із матеріалізацією подій революції гідності, який згодом отримав назву «Територія гідності». Конкурс тривав протягом року, а його результати були оголошені 16 червня 2015. Згідно з розпорядженням Кабінету міністрів України, у 2016 році заплановано утворити державний заклад «Меморіальний комплекс Героїв Небесної Сотні — Музей Гідності», і віднести його до сфери управління Українському інституту національної пам'яті.